# Campeonato Europeo de Taekwondo de 1996
El XI Campeonato Europeo de Taekwondo se realizó en Helsinki (Finlandia) entre el 26 y el 27 de octubre de 1996 bajo la organización de la Unión Europea de Taekwondo (ETU) y la Federación Finlandesa de Taekwondo.

## Medallistas

### Masculino
| Evento | Oro                            | Plata                      | Bronce                                                   |
| ------ | ------------------------------ | -------------------------- | -------------------------------------------------------- |
| –50 kg | Juan Sánchez · España          | Paul Green Reino Unido     | Carlos Chamorro · Suecia · Viacheslav Nezhichkin · Rusia |
| –54 kg | José Blanca · España           | Harun Ateş Turquía         | Sven Kim · Suecia · Ludovic Vo · Francia                 |
| –58 kg | Gabriel Esparza Pérez · España | Sedat Bekdemir Turquía     | Gianluca Attanasio · Italia · Achmed Boumrah · Bélgica   |
| –64 kg | Jesper Røsen Dinamarca         | Ekrem Boyalı Turquía       | Mika Tarhanen · Finlandia · Francisco Zas · España       |
| –70 kg | Aziz Acharki · Alemania        | Youssef Lharraki Dinamarca | Hrvoje Bregeš · Croacia · Aitor Rodríguez · España       |
| –76 kg | Nico Davis · Suecia            | Mario de Meo · Italia      | Alekper Imamaliev Azerbaiyán Olcay Toprak Francia        |
| –83 kg | Mikaël Meloul Francia          | Ivan Brljevic · Suecia     | Erol Bayrakçı · Turquía · Marcus Nitschke · Alemania     |
| +83 kg | Alan Pinontoan · Países Bajos  | Pascal Gentil Francia      | Eurypodes Costa Portugal Jan Glerup Dinamarca            |

### Femenino
| Evento | Oro                            | Plata                                   | Bronce                                                      |
| ------ | ------------------------------ | --------------------------------------- | ----------------------------------------------------------- |
| –43 kg | Cristina Atzeni · Italia       | Amelia Calabria · España                | Pailina Pastene · Suecia · Valeriya Sombkova · Rusia        |
| –47 kg | Fadime Helvacioglu · Alemania  | Venera Sanatulova · Rusia               | Anna Jönsson · Suecia · Kadriye Selimoğlu · Turquía         |
| –51 kg | Gill Aringaneng · Países Bajos | Aylin Yazıcı Turquía                    | Nina Pikkarainen · Finlandia · Marijeta Željković · Croacia |
| –55 kg | Eva Wallner · Suecia           | Tanja Grubor Yugoslavia                 | Laura Salonen · Finlandia · Elisonda Tobau · España         |
| –60 kg | Luisa Vecina · España          | Jo-Anne Nash Reino Unido                | Miet Filipović · Croacia · Agnieszka Skaradzińska · Polonia |
| –65 kg | Elena Benítez · España         | Mirjam Müskens · Países Bajos           | Sonja Schiedt · Alemania · Kirsimarja Koskinen · Finlandia  |
| –70 kg | Irene Arevalu · España         | Margarita van der Hoeven · Países Bajos | Sabine Collin · Alemania · Hatice Metin · Turquía           |
| +70 kg | Natalia Ivanova · Rusia        | Bettina Hipf · Alemania                 | Dubravka Boškov Yugoslavia Abbe Kıvrık Turquía              |

## Medallero
| Núm. | País         | Oro | Plata | Bronce | Total |
| ---- | ------------ | --- | ----- | ------ | ----- |
| 1    | España       | 6   | 1     | 3      | 10    |
| 2    | Países Bajos | 2   | 2     | 0      | 4     |
| 3    | Suecia       | 2   | 1     | 4      | 7     |
| 4    | Alemania     | 2   | 1     | 3      | 6     |
| 5    | Francia      | 1   | 1     | 2      | 4     |
| 5    | Rusia        | 1   | 1     | 2      | 4     |
| 7    | Dinamarca    | 1   | 1     | 1      | 3     |
| 7    | Italia       | 1   | 1     | 1      | 3     |
| 9    | Turquía      | 0   | 4     | 4      | 8     |
| 10   | Reino Unido  | 0   | 2     | 0      | 2     |
| 11   | Yugoslavia   | 0   | 1     | 1      | 2     |
| 12   | Finlandia    | 0   | 0     | 4      | 4     |
| 13   | Croacia      | 0   | 0     | 3      | 3     |
| 14   | Azerbaiyán   | 0   | 0     | 1      | 1     |
| 14   | Bélgica      | 0   | 0     | 1      | 1     |
| 14   | Polonia      | 0   | 0     | 1      | 1     |
| 14   | Portugal     | 0   | 0     | 1      | 1     |
|      | TOTAL        | 16  | 16    | 32     | 64    |